# 黃壽生
黃壽生（？—1423年），字行中，福建莆田縣（今莆田市）人，明朝政治人物。

## 生平
建文元年（1399年），以《詩經》考中福建鄉試舉人。朱棣篡位，革除举人，缴还公据，仍为诸生。後以贡生進入京師，中式永樂六年（1408年）戊子科应天鄉試第一名。永樂九年（1411年），中三甲第三十三名進士，改庶吉士，預修《五經四書性理大全》，官至翰林院檢討。

## 家族
有孫黃深、黃仲昭。
曾孫黃乾亨。

## 著作
有《東里文集》。